# Аніта Естлунд
Аніта Естлунд (швед. Anita Östlund; нар. 30 січня 2001, Одеса) — шведська фігуристка. Бронзова призерка чемпіонату північних країн 2017 року, срібна призерка «Sofia Trophy 2017» і чемпіонка Швеції 2018 року. Вона представляла Швецію на зимових Олімпійських іграх 2018 року та брала участь у фінальному сегменті на трьох чемпіонатах ІСУ.

## Особисте життя
Аніта Естлунд народилася 30 січня 2001 року в Одесі. Вона дочка Юлії і Петера Естлунда. У неї є три молодші сестри — Ніколь, Меліна і Мішель.

## Кар'єра

### Ранні роки
Естлунд почала кататися на ковзанах у 2006 році. Протягом двох сезонів, починаючи з 2012/2013, вона змагалася на міжнародному рівні. Вона виграла золото на змаганнях Ice Challenge 2013, срібло на змаганнях Nordics 2014 і срібло на Bavarian Open 2014 .

### Сезон 2014/2015: юніорський дебют
Естлунд дебютувала в юніорському Гран-прі в сезоні 2014/2015, посівши 17-те місце в Куршевелі і 14-те в Остраві. Здобувши срібну медаль на першості Швеції серед юніорів, вона потрапила на чемпіонат світу серед юніорів 2015 року, але не вийшла в довільну програму, зайнявши 32-ге місце в короткій програмі.

### Сезон 2015/2016
Естлунд зайняла 9-те місце на юніорському етапі в 2015 році в Лінці і 5-те місце серед юніорів на «Tallinn Trophy 2015». Вона виграла срібну медаль на чемпіонаті Швеції серед юніорів.

### Сезон 2016/2017: дорослий дебют
Естлунд розпочала сезон з юніорської серії «Гран-прі», зайнявши 12-те місце в Йокогамі і 7-ме в Талліні. На своєму дорослому міжнародному дебюті Естлунд зайняла 7-ме місце на Кубку Варшави в серії «Челенджер» в листопаді 2016 року. У грудні вона посіла третє місце за Йоші Хельгессон і Матільдою Альготссон на чемпіонаті Швеції.
Першу дорослу міжнародну медаль (срібло) Естлунд здобула в лютому 2017 року в Софії, де вона посіла друге місце після Ісадори Вільямс. На «Nordics Open», який проходив в березні в Рейк'явіку, вона обігнала обох своїх співвітчизників в боротьбі за бронзову медаль і приєдналася до колишніх чемпіонів світу Кароліни Костнер і Єлизавети Туктамишевої на подіумі. Пізніше в тому ж місяці вона брала участь в чемпіонаті світу серед юніорів 2017 року в Тайбеї, Тайвань. Вона вийшла в довільну програму, зайнявши 15-те місце в короткій, і посіла 13-те місце в загальному заліку.

### Сезон 2017/2018: Олімпійські ігри в Пхьончхані
У вересні Швеція отримала квоту на зимових Олімпійських іграх 2018 року завдяки досягненням Матільди Альготссон на «Nebelhorn Trophy 2017».
У грудні Естлунд виграла чемпіонат Швеції з відривом 19 балів від Альготссон. У січні вона стала найкращою фігуристкою Швеції зайнявши 6-те місце в короткій програмі, 20-те в довільній програмі і 17-те місце в загальному заліку на чемпіонаті Європи 2018 року. 23 січня 2018 року Шведський олімпійський комітет вибрав Естлунд для участі в Олімпійських іграх. В наступному місяці вона брала участь в зимових Олімпійських іграх 2018 року в Пхьончхані. Зайнявши 28-е місце в короткій програмі, вона не вийшла до фінального сегменту.

## Програми
| Сезон     | Коротка програма                                    | Вільне катання                                                   |
| --------- | --------------------------------------------------- | ---------------------------------------------------------------- |
| 2018/2019 | Je t'aime Рік Еллісон у виконанні Лари Фабіан       | Summer of '42 Мішель Легран                                      |
| 2017/2018 | Кармен Фантазія Девід Гарретт                       | Papa, Can You Hear Me? Барбара Стрейзанд                         |
| 2016/2017 | Кармен Фантазія Девід Гарретт Je t'aime Лара Фабіан | And e Waltz Goes On Ентоні Хопкінс Кармен Фантазія Девід Гарретт |
| 2015/2016 | Comme Amour Річард Клейдерман                       | Bacchanale (з « Самсона і Даліли») Каміль Сен-Санс               |
| 2014/2015 | Очі чорні у виконанні Андре Ріє                     | Bacchanale (з « Самсона і Даліли») Каміль Сен-Санс               |

## Результати
| Змагання | 12/13 | 13/14 | 14/15 | 15/16 | 16/17 | 17/18 | 18/19 |
| --- | ----- | ----- | ----- | ----- | ----- | ----- | ----- |
| Зимні Олімпійські ігри |       |       |       |       |       | 28    |       |
| Чемпіонати світу |       |       |       |       |       | 29    | 30    |
| Чемпіонати Європи |       |       |       |       |       | 17    | 18    |
| Чемпіонати Швеції | 2 N1  | 1 N2  | 2 J   | 2 J   | 3     | 1     | WD    |
| CS Alpen Trophy |       |       |       |       |       |       | 16    |
| CS Finlandia |       |       |       |       |       |       | 12    |
| CS Золотий кінь Загреба |       |       |       |       |       |       | WD    |
| CS Ice Star |       |       |       |       |       | 8     |       |
| CS Lombardia |       |       |       |       |       |       | WD    |
| CS Warsaw Cup |       |       |       |       | 7     | 5     |       |
| Чемпіонати світу серед юніорів |       |       | 32    |       | 13    |       |       |
| JGP Австрія |       |       |       | 9     |       | 7     |       |
| JGP Чехія |       |       | 14    |       |       |       |       |
| JGP Естонія |       |       |       |       | 7     |       |       |
| JGP Франція |       |       | 17    |       |       |       |       |
| JGP Італія |       |       |       |       |       | 9     |       |
| JGP Японія |       |       |       |       | 12    |       |       |
| Halloween Cup |       |       |       |       |       |       | 2     |
| Jégvirág Cup |       |       |       |       |       |       | 5     |
| MNNT Cup |       |       |       |       | 11    |       | WD    |
| Північні чемпіонати |       | 2 AN  | 6 J   | 4 J   | 3     |       | WD    |
| Sofia Trophy |       |       |       |       | 2     |       |       |
| Avas Cup |       |       |       | 1 J   |       |       |       |
| Coupe Printemps |       |       |       | 2 J   |       |       |       |
| FBMA Trophy |       |       |       | 1 J   |       |       |       |
| Ice Star |       |       |       | 1 J   |       |       |       |
| Tallinn Trophy |       |       |       | 5 J   |       |       |       |
| Bavarian Open |       | 2 AN  |       |       |       |       |       |
| Hellmut Seibt | 3 AN  |       |       |       |       |       |       |
| Ice Challenge |       | 1 AN  |       |       |       |       |       |
| N1 = дитячий рівень (англ. Novice) до 13 років; N2 = дитячий до 15 років; J = юніорський; AN = просунутий дитячий; WD = знялася; CS = серія Челенджер; JGP = юніорський Гран-прі |       |       |       |       |       |       |       |